# Obertraun

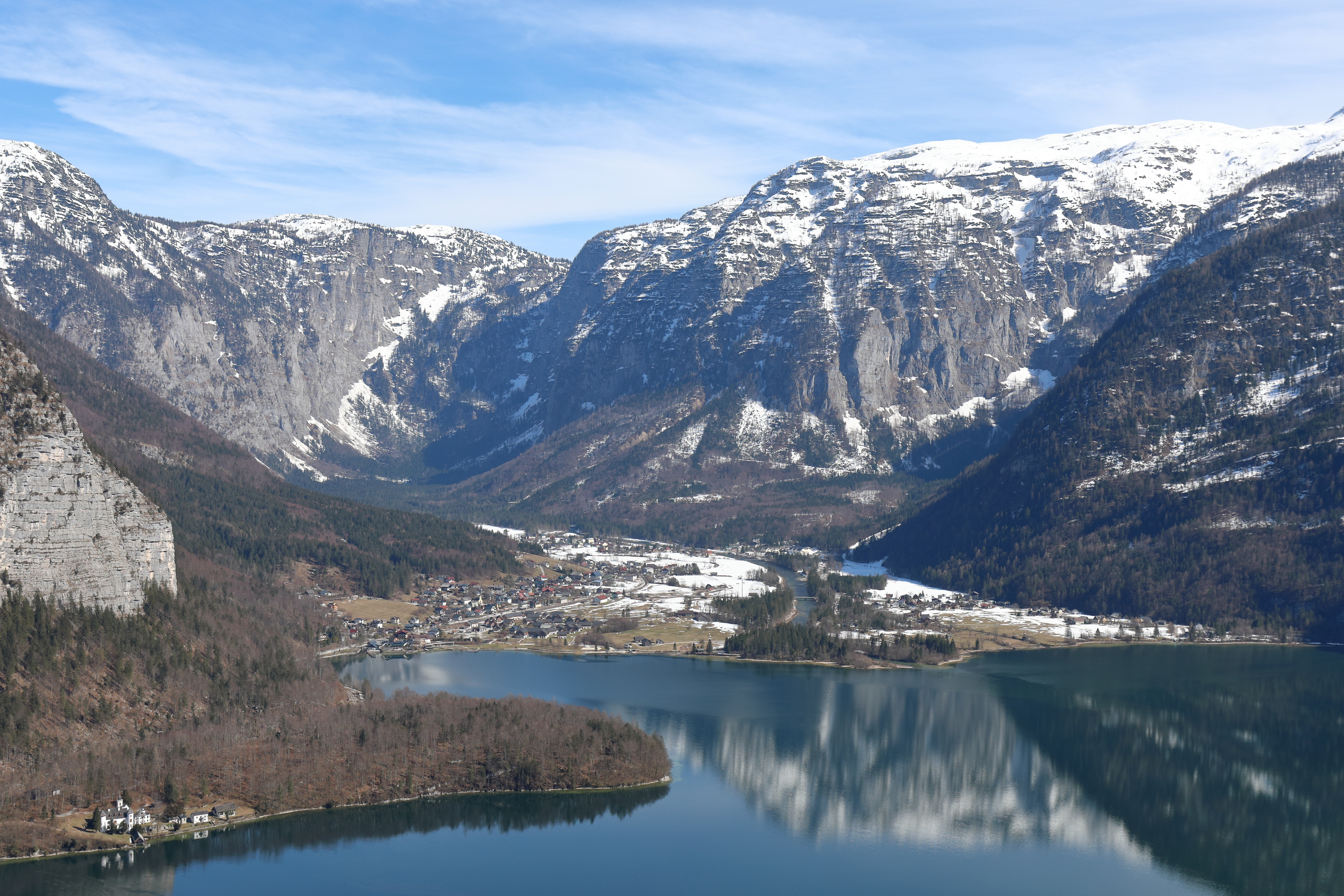
Obertraun

Obertraun es un pueblo en la zona de Salzkemmergut (Austria).Se encuentra a un lado del Hallstatërsee, un lago que da nombre a la cultura de Hallstatt (cultura de la prehistoria, da su nombre debido a la concentración de restos de esa cultura en las orillas del lago). Obertraun es un pequeño pueblo desde el cual se puede subir en teleférico a la cordillera del Dachstein.

## Comunicación
A Obertraun se puede acceder a través de dos carreteras.Obertraun posee una estación de autobús y una estación de Tren. Además Obertraun está comunicado con Hallstatt a través de una vía de barcos que cruzan el lago Hallstatërsee.
- Datos: Q612212
- Multimedia: Obertraun / Q612212